# 解珍

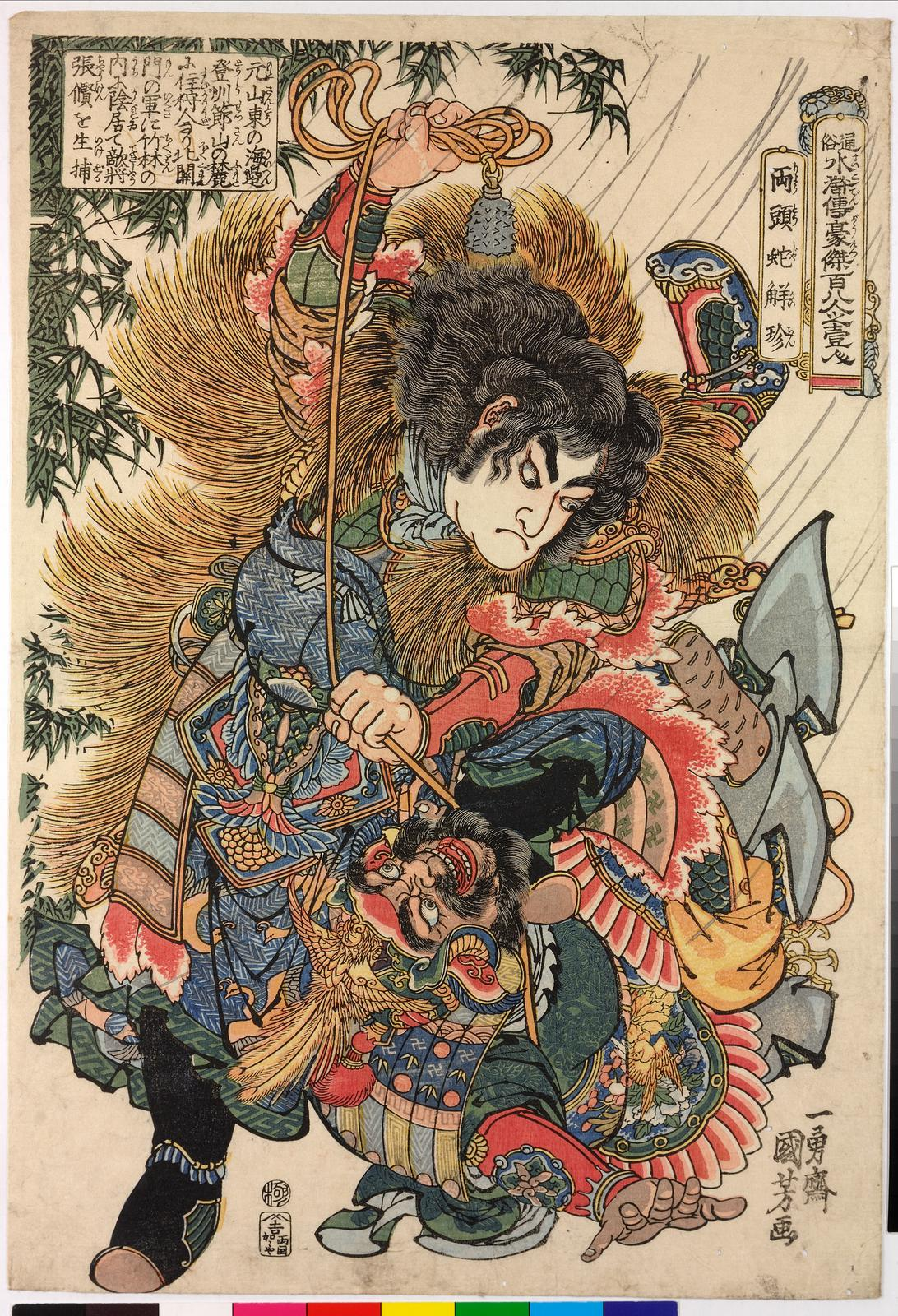
解珍

解 珍（かい ちん）は、中国の小説で四大奇書の一つである『水滸伝』の登場人物。
梁山泊第三十四位の好漢。天暴星の生まれ変わり。登州の猟師で点鋼叉の達人。他にも仕掛け弓を得意としている。激しい気性と得物である叉から、孫叔敖の逸話に登場する見ると死ぬされる二つ頭の蛇、両頭蛇（りょうとうだ）と渾名された。双尾蠍の解宝は実弟。顧大嫂は父方の従姉、孫立、孫新兄弟は母方の従兄にあたる。赤黒い肌と広い肩幅を持つ精悍な男。猟師らしく屈強な肉体の持ち主で、弟とともに難所の攻略や潜入、偵察、破壊工作などで活躍する。

## 生涯
早くに二親を亡くし、弟と2人で猟師をしていた。役所が付近の住民に虎狩りを命じると、弟と共に山に入って罠を仕掛ける。首尾よく虎に毒矢を当てるが、地元の長者、毛太公の屋敷に逃げ込まれた。2人は屋敷を訪ねるが、手柄を横取りしようとした毛太公によって虎は隠されてしまう。詰め寄る2人は強盗だと濡れ衣を着せられて、毛太公の女婿である孔目（裁判官）の王正によって牢に入れられる。親類の牢番、楽和と孫一家の手引きで牢を破って、毛太公・毛仲義父子一家および王正らを殺害すると、梁山泊に身を寄せるために登州を離れた。おりしも梁山泊は祝家荘との戦いに苦慮していた。解兄弟と孫一家は祝家荘に味方する振りをして潜入し、内応して戦いを勝利に導いた。
梁山泊では歩兵軍の頭領となり、猟師の技術を活かして偵察行動などに活躍、華州攻めや北京攻略では変装して潜入を行い、華州攻めでは非道の賀太守を討ち取った。また曾頭市攻めでは、解宝とともに曾家の次男・曾密の首を挙げている。百八星集結後も歩兵軍頭領として活躍する。遼国との戦いでは断崖に孤立した盧俊義軍の居場所をつきとめ、その救出に大きく貢献した。田虎、王慶との戦いでも敵将を複数討ち取り、山中で迷った楊志を救出する功を立てるが、瓊英に敗れて弟ともども敵軍に捕らわれたこともあった。
方臘討伐でも山中に逃げ込んだ敗残兵を掃討するなどよく働いたが、烏竜嶺攻めの際、敵軍が山岳地帯の関所に篭ったため、弟と2人で山伝いに潜入を試みる。岩壁をよじ登っていたところ、その物音を敵軍に気づかれて鈎縄で絡め取られ、宙吊りにされたところで過って縄を自ら切ってしまい、崖下まで真っ逆さまに落ちて即死した。解宝も直後に射殺され、兄弟の死体は木に吊るして見せしめにされる。我を忘れた宋江は、2人の死体を回収するために軍を進め、敵の罠にかかる。